# Verquigneul
Verquigneul is een gemeente in het Franse departement Pas-de-Calais (regio Hauts-de-France). De gemeente maakt deel uit van het arrondissement Béthune. Verquigneul telde op 1 januari 2022 2.013 inwoners.

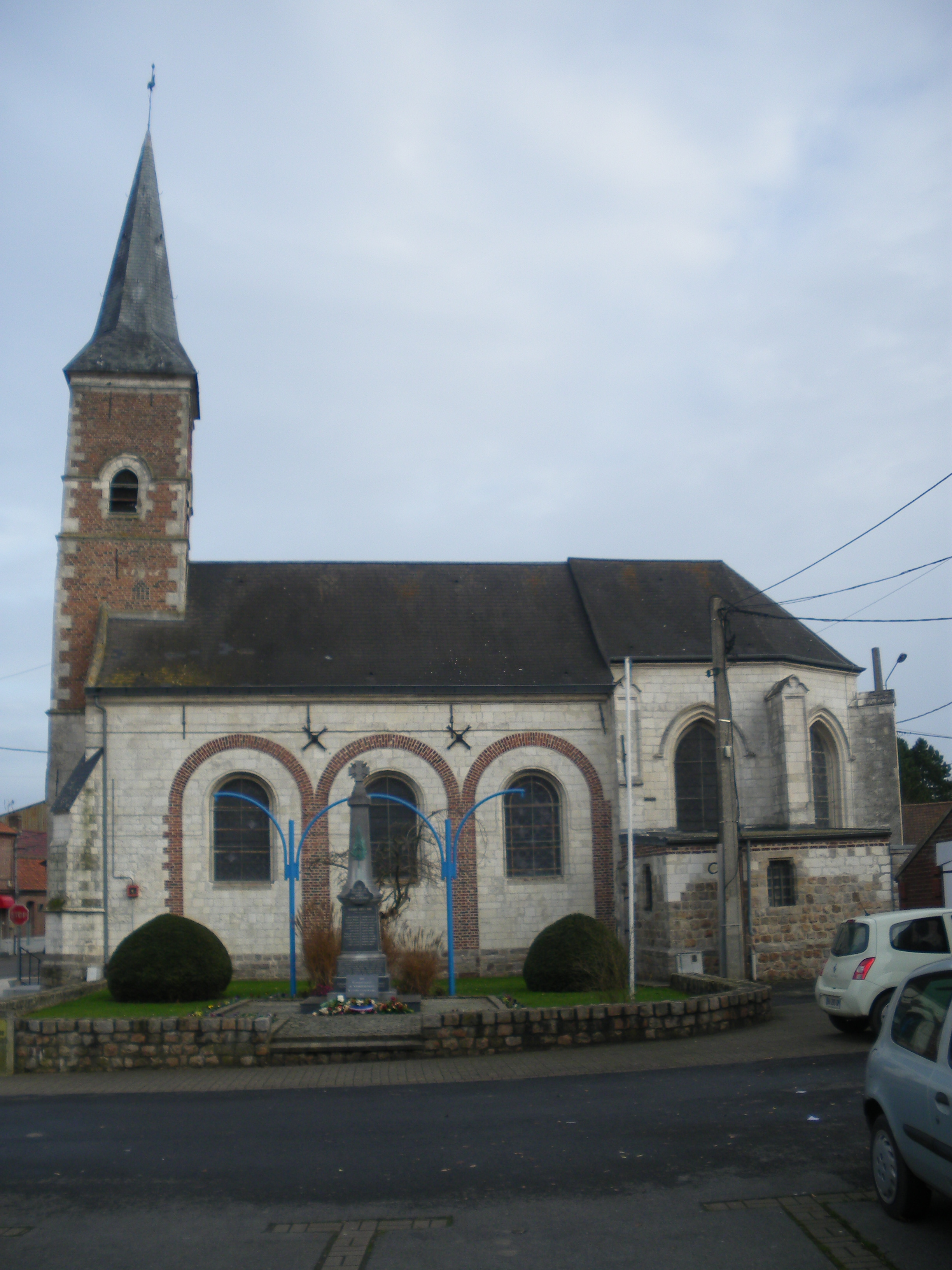
De Sint-Vaastkerk in Verquigneul

## Geografie
De oppervlakte van Verquigneul bedroeg op 1 januari 2022 3,54 vierkante kilometer; de bevolkingsdichtheid was toen 568,6 inwoners per km². De gemeente ligt ten zuidoosten van de stad Béthune.

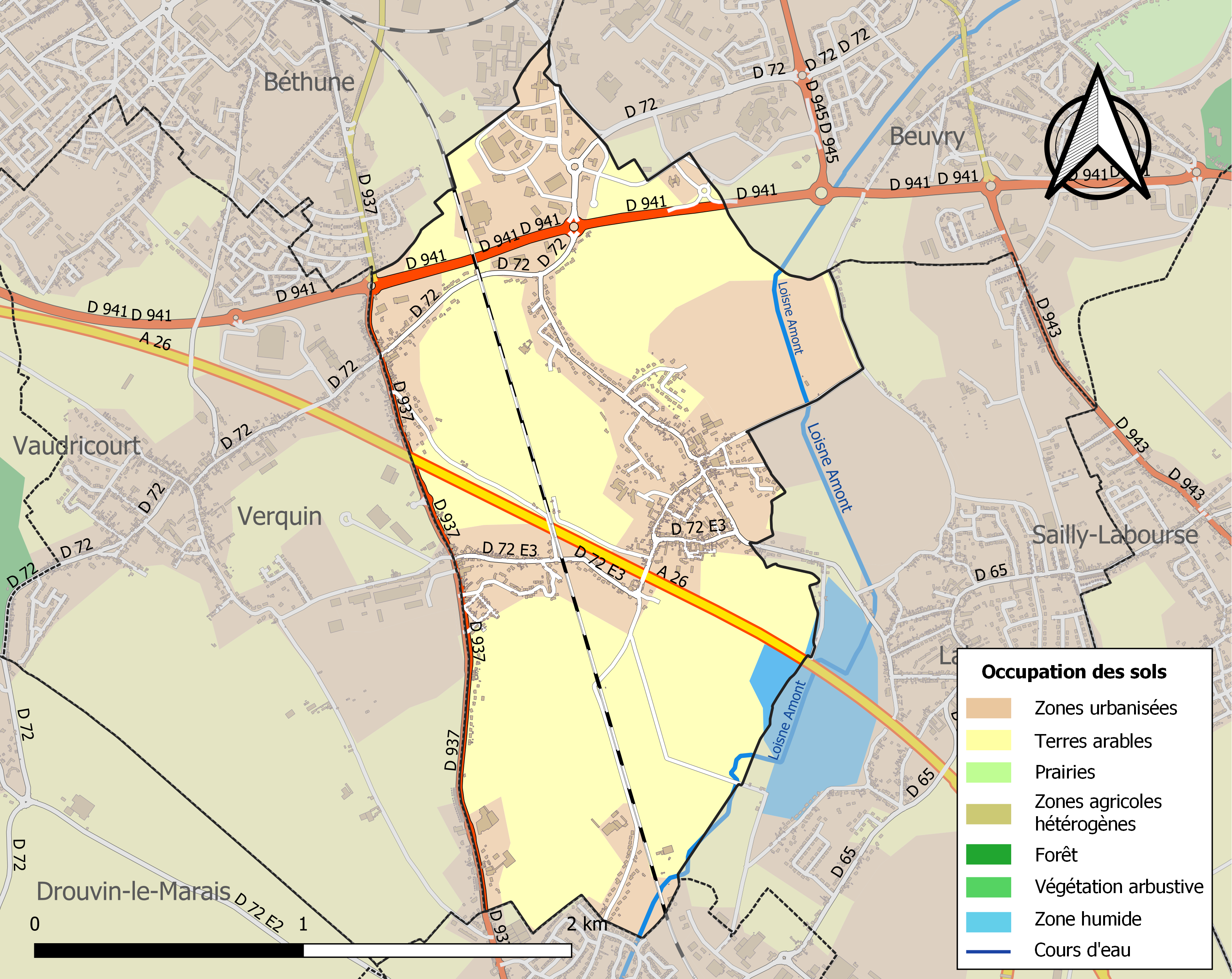
Kaart van de gemeente met belangrijkste infrastructuur, bodemgebruik en omliggende gemeenten

## Geschiedenis
Verquigneul fuseerde in 1990 met de gemeente Béthune (fusion association). In 2008 werd de gemeente echter weer zelfstandig.

## Bezienswaardigheden
- De Sint-Vaastkerk (Église Saint-Vaast)

## Demografie
Onderstaande figuur toont het verloop van het inwonertal (bron: INSEE-tellingen).

## Verkeer en vervoer
Door de gemeente loopt de autosnelweg A26/E15, die er echter geen op- en afrit heeft.